# Tentamen Pteridographiae
Tentamen Pteridographiae, (abreviado Tent. Pterid.), é um livro ilustrado com descrições botânicas que foi escrito pelo  botânico, professor da Boémia, Karel Bořivoj Presl. Publicou-se no ano de 1836. Posteriormente foi reimpresso com a mesma paginação com o nome de Abh. K. Boehm. Ges. Wiss ser. 4. 5: 1-290. 1837

## Ligações externos
- em IPNI